# Stratonice III
Pour les articles homonymes, voir Stratonice.
Stratonice III (en grec ancien Στρατoνίκη / Stratoniké) est une princesse hellénistique de la dynastie séleucide.
Elle est la fille d'Antiochos II Théos et de Laodicé Ire. Elle est l'épouse d'Ariarathe III, roi de Cappadoce de 257 à 220 av. J.-C..